# Фельклінген
Фельклінген (нім. Völklingen, фр. Vœlklange, моз.-франк. Välglinge) — місто у Німеччині у  районі Саарбрюккен у федеральній землі Саарланд. Розташоване на річці Саар на відстані кількох кілометрів від кордону із Францією. Займає територію 67,07 км 2. Населення становить 39 428 ос. (станом на 31 грудня 2021).
Місто відоме своїм промисловим минулим. На території колишнього Фольклінгенського металургійного комбінату сьогодні знаходиться музей промисловості. Завод-музей 1994 року занесено до списку Світової спадщини ЮНЕСКО.

## Населення
| Рік               | 1822  | 1890   | 1900   | 1916   | 1939   | 1951   | 1970   | 1980   |
| Кількість жителів | 2.001 | 13.528 | 19.792 | 30.149 | 35.150 | 40.840 | 39.461 | 44.872 |

| Рік               | 1990   | 2000   | 2005   | 2007   | 2008   | 2009   |
| Кількість жителів | 43.569 | 43.051 | 40.967 | 40.163 | 39.971 | 39.689 |